# Bendix Trier
Bendix Trier (* 1930) ist ein deutscher Prähistoriker.
Bendix Trier, Sohn des Germanisten Jost Trier, studierte Ur- und Frühgeschichte an der Universität Münster und wurde 1965 bei Kurt Tackenberg (Das Haus im Nordwesten der Germania libera) promoviert. Von 1973 bis zu seiner Pensionierung 1995 war er Direktor des Landesmuseums für Vor- und Frühgeschichte (ab 1980 Westfälisches Museum für Archäologie) in Münster. In dieser Zeit fungierte er auch als Herausgeber der archäologischen Fachzeitschrift Ausgrabungen und Funde in Westfalen-Lippe. Er ist berufenes beratendes Mitglied im Verband der Landesarchäologen in der Bundesrepublik Deutschland.

## Veröffentlichungen (Auswahl)
- Das Haus im Nordwesten der Germania libera (= Veröffentlichungen der Altertumskommission für Westfalen 4). Aschendorff, Münster 1969 (Dissertation).
- (Hrsg.): 2000 Jahre Römer in Westfalen. Zabern, Mainz 1989, ISBN 3-8053-1100-1.
- (Hrsg.): Die römische Okkupation nördlich der Alpen zur Zeit des Augustus. Kolloquium Bergkamen 1989. Vorträge. Aschendorff, Münster 1991, ISBN 3-402-05139-7.
- mit Heinz Günter Horn, Hiltrud Kier, Jürgen Kunow (Hrsg.): Archäologie und Recht. Was ist ein Bodendenkmal? Zabern, Mainz 1993, ISBN 3-8053-1319-5.
- (Hrsg.): Ausgrabungen in der Abtei Liesborn. Eine Dokumentation des Westfälischen Museums für Archäologie im Museum Abtei Liesborn, Heimathaus des Kreises Warendorf, 4. Juli – 15. August 1993. Westfälisches Museum für Archäologie, Münster 1993.
- (Hrsg.): Grabungskampagne Paderborn 1994. Archäologische und historische Forschungen zur Siedlungsgeschichte am Kamp. Katalog zur Ausstellung vom 6. Oktober 1995 – 27. Mai 1996 im Museum in der Kaiserpfalz. Ardey-Verlag, Münster 1995, ISBN 3-87023-067-3.
- mit Hansgerd Hellenkemper, Heinz Günter Horn, Harald Koschik (Hrsg.): Ein Land macht Geschichte. Archäologie in Nordrhein-Westfalen (= Schriften zur Bodendenkmalpflege in Nordrhein-Westfalen 3). Zabern, Mainz 1995, ISBN 3-8053-1801-4.
- mit Bernhard Sicherl: Einhundert Jahre Geschichte der Altertumskommission für Westfalen von 1896 bis 1996 (= Veröffentlichungen der Altertumskommission für Westfalen 16). Aschendorff, Münster 2006, ISBN 3-402-05041-2.